# میدوی، شهرستان اوبیون، تنسی
میدوی (به انگلیسی: Midway) یک منطقهٔ مسکونی در ایالات متحده آمریکا است که در شهرستان اوبیون، تنسی واقع شده‌است. میدوی ۱۰۰٫۸۹ متر بالاتر از سطح دریا واقع شده‌است.